# Claude Gubler
Pour les articles homonymes, voir Gubler.
Claude Gubler, né le 14 mai 1934 dans le 14e arrondissement de Paris (France), est un médecin français, qui fut notamment le médecin du président François Mitterrand. En janvier 1996, huit jours après la mort de Mitterrand, il publie un ouvrage polémique, Le Grand Secret, dans lequel il fait des révélations sur la maladie de l'ancien chef de l'État, atteint d'un cancer de la prostate depuis 1981.

## Biographie
Claude Gubler naît le 14 mai 1934 à Paris, d'un père suisse-allemand protestant et d'une mère française catholique. Il est externe des hôpitaux de Paris, mais il échoue à l'internat. Il passe des certificats en cardiologie et en cancérologie, et devient médecin réanimateur. Il fait son service militaire en Algérie, puis ouvre un cabinet rue Saint-Placide, près de la rue où habite alors la famille Mitterrand. Il soigne d'abord la mère de Danielle Mitterrand, puis Danielle Mitterrand elle-même, ses enfants, et enfin François Mitterrand. C'est en tant que médecin de famille qu'il est appelé à devenir médecin personnel du chef d'État. Il est amené à rédiger tous les six mois un bulletin de santé rassurant du président, alors qu'il a connaissance dès 1981 du cancer de la prostate avec métastases osseuses dont Mitterrand est affecté.

## Le Grand Secret
Le 16 janvier 1996, huit jours après le décès de l'ancien président de la République, Mitterrand, Gubler publie chez Plon Le Grand Secret  (ISBN 2-259-18424-3), un livre écrit en collaboration avec le journaliste politique Michel Gonod, où il décrit le suivi médical du président au cours de ses mandats présidentiels. Il y révèle en particulier qu'un cancer de la prostate avait été diagnostiqué chez Mitterrand peu de temps après sa prise de fonction en 1981, et que les communiqués médicaux (signés par Gubler) publiés tout au long de la présidence étaient mensongers. Gubler y écrit qu'« à partir de 1994, [Mitterrand] n'était plus capable d'assumer ses fonctions ». 
La classe politique condamne ces affirmations. Le dernier Premier ministre de Mitterrand, Édouard Balladur, et son ancien ministre des Affaires étrangères, Alain Juppé, déclarent n'avoir jamais constaté une incapacité à diriger le pays.
Dès fin janvier 1996, le contenu du livre est rendu disponible au travers d'Internet par des partisans de la liberté d'information.

## Suites judiciaires
Deux jours après sa publication, Le Grand Secret est retiré de la vente à la demande de la famille de l'ancien président. Le juge des référés estime qu'il constitue « une intrusion particulièrement grave dans l'intimité de la vie privée et familiale » du président. Le 5 juillet, Gubler est condamné à quatre mois de prison avec sursis pour violation du secret médical. Il est radié de l'Ordre des médecins le 6 avril 1997 « pour avoir révélé des faits couverts par le secret médical […], avoir délivré des certificats médicaux de complaisance et avoir porté atteinte à l'honneur de la profession. »
Le 23 octobre, le tribunal de grande instance de Paris maintient l'interdiction de vente du livre et condamne Gubler et les éditions Plon à verser 340 000 francs (soit l'équivalent de 51 833 euros) de dommages-intérêts à la famille de l'ancien chef d'État. Ce jugement sera confirmé par la cour d'appel et la Cour de cassation. 
En mai 2004, la Cour européenne des droits de l'homme condamne la France, estimant que l'interdiction du livre aurait dû être levée après quelques mois, au nom de la liberté d'expression, considérant que la capacité d'un président de la République ne relève pas du secret médical mais concerne la vie de tout un peuple.
À la suite de cette décision, le livre est réédité par les éditions du Rocher en février 2005  (ISBN 2-268-05384-9).
Nommé chevalier de l'ordre national du Mérite en 1983, et chevalier de l'ordre national de la Légion d'honneur en 1992, Claude Gubler est exclu de ces deux ordres en 1999, décrets approuvés par le président de la République Jacques Chirac et signés par le Premier ministre Lionel Jospin sur proposition de la grande chancellerie des deux ordres.

## Ouvrage
- Claude Gubler et Michel Gonod, Le Grand Secret, Monaco, Rocher, 2005, 189 p. (ISBN 978-2-268-05384-4, OCLC 58467827).